# Bach Kaldak
Bach Kaldak est un village de la région de Şəki en Azerbaïdjan.

## Géographie
Le village de Bach Kaldak de la région de Şəki est situé dans la circonscription administrative du village de Bach Kaldak.

## Économie
La principale occupation de la population du village est l'agriculture, la chasse et l'élevage.

## Population
Selon les statistiques de 2009, la population du village est de 1053 personnes.